# Gérard Lorin
Gérard Lorin, né le 12 novembre 1927 à Paris et mort le 29 février 2000 à Clamart   est un comédien et metteur en scène français. Il fut par ailleurs professeur à l'Association théâtrale des étudiants de Paris et au CNAM.

## Filmographie
- 1961 : L'Année dernière à Marienbad d'Alain Resnais
- 1963 : Muriel ou le Temps d'un retour d'Alain Resnais
- 1968 : Je t'aime, je t'aime d'Alain Resnais
- 1972 : Quelque part quelqu'un de Yannick Bellon
- 1973 : Le Jardinier d'Antoine-Léonard Maestrati
- 1975 : Aloïse de Liliane de Kermadec
- 1976 : L'Aile ou la Cuisse de Claude Zidi
- 1979 : I... comme Icare de Henri Verneuil
- 1979 : L'Adoption de Marc Grunebaum

## Théâtre
- 1949 : Le Baladin du monde occidental de John Millington Synge, mise en scène Hubert Gignoux, Centre dramatique de l'Ouest
- 1949 : L'Avare de Molière, mise en scène Hubert Gignoux, Centre dramatique de l'Ouest
- 1949 : Un chapeau de paille d'Italie d'Eugène Labiche et Marc-Michel, mise en scène Maurice Jacquemont, Centre dramatique de l'Ouest
- 1951 : Les Précieuses ridicules de Molière, Comédie de Saint-Étienne
- 1951 : Cymbeline de William Shakespeare, mise en scène Maurice Jacquemont, Centre dramatique de l'Ouest
- 1952 : Amal et la lettre du Roi de Rabîndranâth Tagore, mise en scène André Clavé, Comédie de Saint-Étienne
- 1953 : À chacun sa vérité de Luigi Pirandello, mise en scène René Lesage, Comédie de Saint-Étienne
- 1954 : La Tempête de William Shakespeare, mise en scène John Blatchley, Comédie de Saint-Étienne
- 1955 : À chacun sa vérité de Luigi Pirandello, mise en scène René Lesage, Théâtre Hébertot
- 1955 : Le Malade imaginaire de Molière, mise en scène René Lesage, Comédie de Saint-Étienne
- 1956 : Le Bal des voleurs de Jean Anouilh, mise en scène Gérard Guillaumat, Comédie de Saint-Étienne, Théâtre des Célestins
- 1960 : Les Coréens de Michel Vinaver, mise en scène Gabriel Monnet, Aix-en-Provence
- 1960 : La Résistible Ascension d'Arturo Ui de Bertolt Brecht, mise en scène Jean Vilar et Georges Wilson, TNP Théâtre de Chaillot
- 1961 : Le Christ recrucifié de Níkos Kazantzákis, mise en scène Marcelle Tassencourt, Théâtre Montansier
- 1961 : Les Nourrices de Romain Weingarten, mise en scène de l'auteur, Théâtre de Lutèce
- 1962 : Le Christ recrucifié de Níkos Kazantzákis, mise en scène Marcelle Tassencourt, Odéon-Théâtre de France
- 1963 : La Danse du Sergent Musgrave de John Arden, mise en scène Peter Brook, Théâtre de l’Athénée
- 1964 : Zoo ou l'Assassin philanthrope de Vercors, mise en scène Jean Deschamps, TNP Théâtre de Chaillot
- 1964 : Luther de John Osborne, mise en scène Georges Wilson, TNP Festival d'Avignon
- 1964 : Romulus le Grand de Friedrich Dürrenmatt, mise en scène Georges Wilson, TNP Festival d'Avignon
- 1964 : Maître Puntila et son valet Matti de Bertolt Brecht, mise en scène Georges Wilson, TNP Théâtre de Chaillot
- 1965 : Luther de John Osborne, mise en scène Georges Wilson, TNP Théâtre de Chaillot
- 1965 : Hamlet de William Shakespeare, mise en scène Georges Wilson, TNP Théâtre de Chaillot, Festival d'Avignon
- 1965 : L'Illusion comique de Corneille, mise en scène Georges Wilson, TNP Festival d'Avignon
- 1966 : Chant public devant deux chaises électriques d'Armand Gatti, mise en scène de l'auteur, TNP Théâtre de Chaillot
- 1966 : Dieu, empereur et paysan de Julius Hay (en), mise en scène Georges Wilson, TNP Festival d'Avignon
- 1967 : Dieu, empereur et paysan de Julius Hay (en), mise en scène Georges Wilson, TNP Théâtre de Chaillot
- 1967 : Le Roi Lear de William Shakespeare, mise en scène Georges Wilson, TNP Théâtre de Chaillot
- 1968 : Le Diable et le Bon Dieu de Jean-Paul Sartre, mise en scène Georges Wilson, TNP Théâtre de Chaillot
- 1969 : La Résistible Ascension d'Arturo Ui de Bertolt Brecht, mise en scène Georges Wilson, TNP Théâtre de Chaillot
- 1969 : Le Diable et le Bon Dieu de Jean-Paul Sartre, mise en scène Georges Wilson, TNP Théâtre de Chaillot
- 1970 : Le Diable et le Bon Dieu de Jean-Paul Sartre, mise en scène Georges Wilson, TNP Festival d'Avignon, Théâtre de Chaillot
- 1970 : Early morning d'Edward Bond, mise en scène Georges Wilson, Festival d'Avignon, TNP Théâtre de Chaillot
- 1971 : Turandot ou le congrès des blanchisseurs de Bertolt Brecht, mise en scène Georges Wilson, TNP Théâtre national de Chaillot
- 1973 : Rubezahl, scènes de Don Juan d'Oscar Venceslas de Lubicz-Milosz, mise en scène Laurent Terzieff, Théâtre du Lucernaire
- 1974 : Rubezahl, scènes de Don Juan d'Oscar Venceslas de Lubicz-Milosz, mise en scène Laurent Terzieff, Théâtre Montansier
- 1975 : Souvenir d'Alsace de Bruno Bayen et Yves Reynaud, mise en scène des auteurs, Théâtre Ouvert Festival d'Avignon
- 1975 : Vingt-quatre heures, mise en scène Alfredo Arias, Théâtre national de Chaillot
- 1976 : Vingt-quatre heures, mise en scène Alfredo Arias, Théâtre de Nice
- 1976 : Jakob le menteur d'après Jurek Becker, mise en scène Max Denes, Théâtre Ouvert Festival d'Avignon
- 1978 : Les Baracos de Jean-Jacques Varoujean, mise en scène Régis Santon, Théâtre national de Chaillot
- 1979 : Zadig ou la destinée de Voltaire, mise en scène Jean-Louis Barrault, Théâtre d'Orsay
- 1981 : L'Amour de l'amour d'après des textes d'Apulée, La Fontaine, Molière, mise en scène Jean-Louis Barrault, Théâtre Renaud-Barrault
- 1981 : Oh les beaux jours de Samuel Beckett, mise en scène Roger Blin, Théâtre Renaud-Barrault
- 1983 : Les affaires sont les affaires d'Octave Mirbeau, mise en scène Pierre Dux, Théâtre Renaud-Barrault
- 1984 : Pense à l’Afrique d'après Think of Africa de Gordon Dryland, mise en scène Jean-Pierre Granval, Théâtre Renaud-Barrault
- 1985 : Les Oiseaux d'Aristophane, mise en scène Jean-Louis Barrault, Théâtre Renaud-Barrault
- 1986: Théâtre de Foire, mise en scène Jean-Louis Barrault, Théâtre Renaud-Barrault
- 1988 : Rencontres avec Bram van Velde de Charles Juliet, mise en scène Jeanne Champagne, Théâtre de la Bastille
- 1988 Rostand à cœur ouvert, montage à partir d'extraits de pièces de Edmond Rostand montage et mise en scène Jean Favarel, Grenier de Toulouse et Opéra-théâtre de Luchon
- 1989 : Plage de la Libération de Roland Fichet, mise en scène René Loyon, Festival de Sarrebruck
- 1991: Eté et Fumée de Tennessee Williams, mise en scène Gilles Gleizes, Théâtre de Rungis, CDN de Limoges
- 1993 : Un fils de notre temps d'Ödön von Horváth, mise en scène Claude-Alice Peyrottes, Festival du Jeune Théâtre Alès
- 1994 : Alceste d'Euripide, mise en scène Jacques Nichet, Festival d'Avignon
- 1995 : Alceste d'Euripide, mise en scène Jacques Nichet, Théâtre des Treize Vents, tournée
- 1995 : Le Retour au désert de Bernard-Marie Koltès, mise en scène Jacques Nichet, Théâtre de la Ville, Théâtre des Treize Vents, tournée
- 1996 : La Tragédie du roi Christophe d’Aimé Césaire, mise en scène Jacques Nichet, Festival d’Avignon, tournée
- 1997 : Émigrés de Sławomir Mrożek, mise en scène Mouss Zouheyri, Théâtre des Treize Vents